# Bergerhof (Hückeswagen)

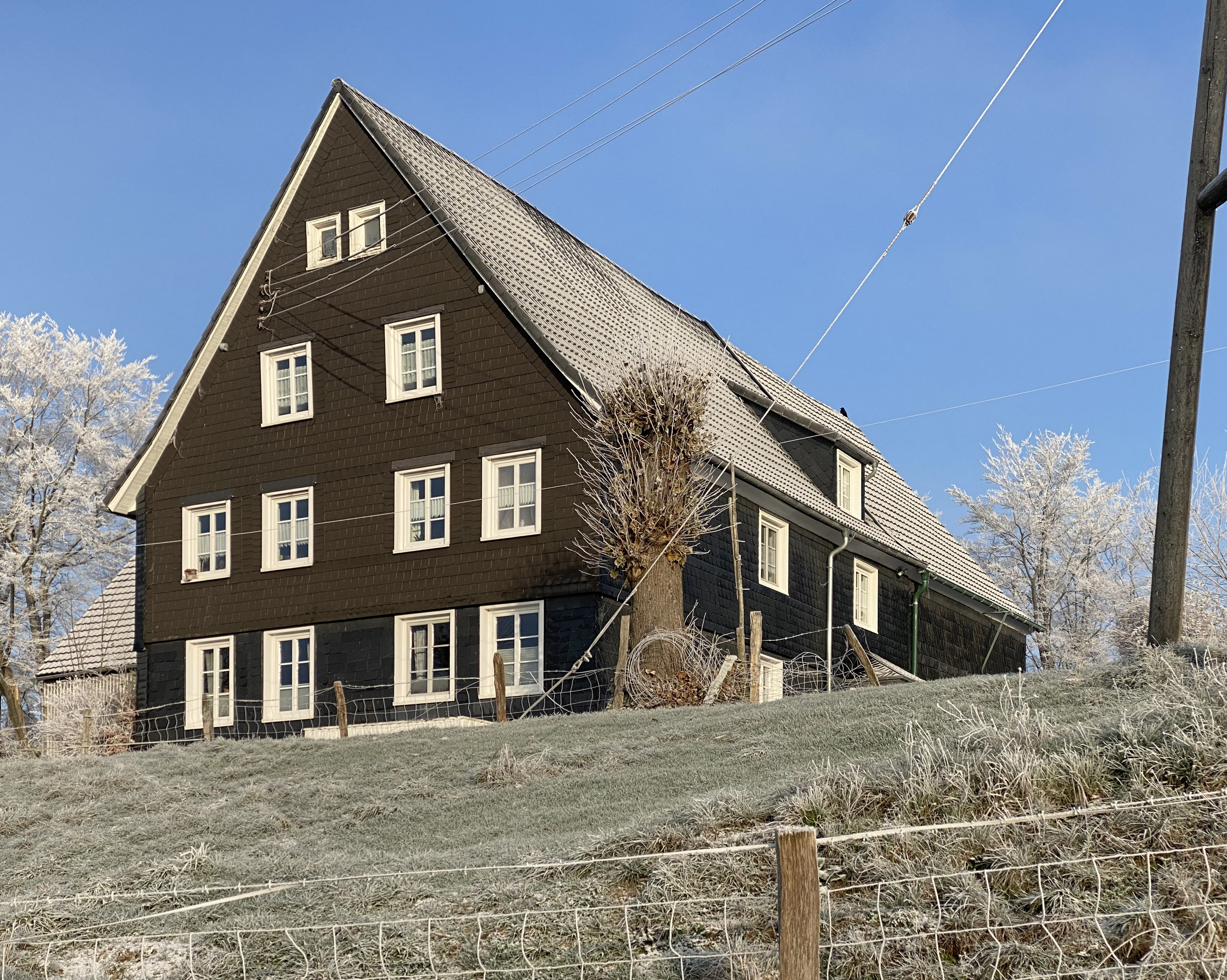
Bergerhof 3

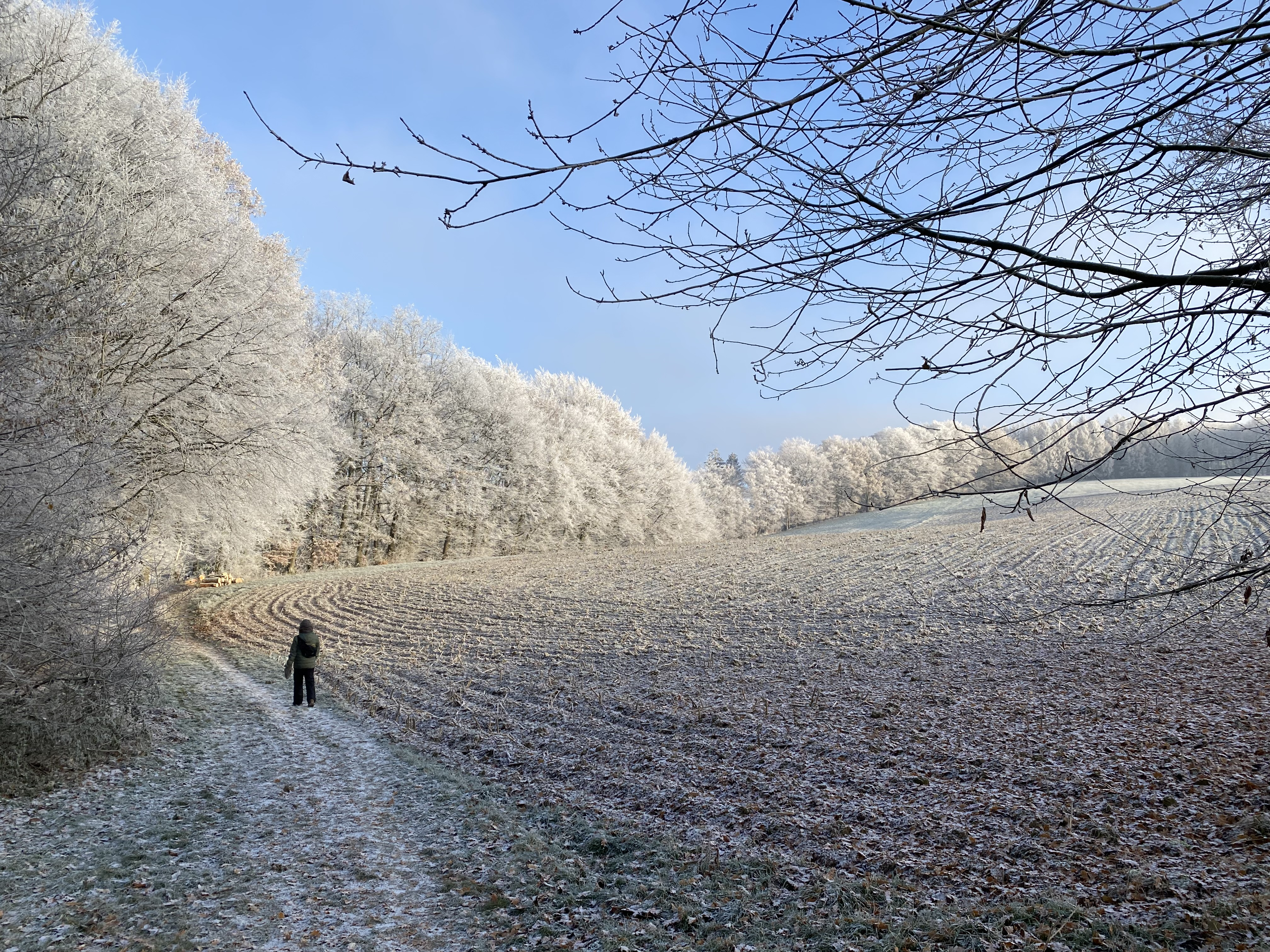
Wanderweg A3 bei Bergerhof

Bergerhof ist eine Hofschaft in Hückeswagen im Oberbergischen Kreis im Regierungsbezirk Köln in Nordrhein-Westfalen (Deutschland).

## Lage und Beschreibung
Bergerhof liegt nahe dem Hückeswagener Hauptort nördlich von Brücke. Weitere Nachbarorte sind Brücke, Eichen, Wüste, Böckel, Frohnhausen, Hummeltenberg und Pixberg.
Der Frohnhauser Bach fließt westlich an der Hofschaft vorbei.

## Geschichte
1596 wurde der Ort das erste Mal urkundlich erwähnt: Bergerhoff ist aufgeführt in einer Sammlerliste – „Was ein jeder den Armen so zu Lennepe durch den Brand beschedigt worden gegeben. Anno 1596.“. Die Schreibweise der Erstnennung war Bergerhoff. Die Karte Topographia Ducatus Montani aus dem Jahre 1715 zeigt den Hof als Bergerhof. Im 18. Jahrhundert gehörte der Ort zum bergischen Amt Bornefeld-Hückeswagen.
1815/16 lebten acht Einwohner im Ort. 1832 gehörte Bergerhof der Herdingsfelder Honschaft an, die ein Teil der Hückeswagener Außenbürgerschaft innerhalb der Bürgermeisterei Hückeswagen war. Der laut der Statistik und Topographie des Regierungsbezirks Düsseldorf als Weiler kategorisierte Ort besaß zu dieser Zeit zwei Wohnhäuser und drei landwirtschaftliche Gebäude. Zu dieser Zeit lebten 18 Einwohner im Ort, allesamt evangelischen Glaubens.
Im Gemeindelexikon für die Provinz Rheinland werden 1885 zwei Wohnhäuser mit 31 Einwohnern angegeben. Der Ort gehörte zu dieser Zeit zur Landgemeinde Neuhückeswagen innerhalb des Kreises Lennep. 1895 besitzt der Ort zwei Wohnhäuser mit 27 Einwohnern, 1905 zwei Wohnhäuser und 27 Einwohner.

## Wander- und Radwege
Folgende Wanderwege führen durch den Ort:
- Der Ortswanderweg ▲ vom Radevormwalder Zentrum nach Purd
- Die Ortsrundwanderwege A2 (Frohnhauser Bachtal) und A3 (Zentrum – Bergerhof – Wüste – Neuenherweg – Eckenhausen – Mickenhagen – Zentrum)